# Liochthonius perfusorius
Liochthonius perfusorius är en kvalsterart som beskrevs av Johann Wilhelm Karl Moritz 1976. Liochthonius perfusorius ingår i släktet Liochthonius och familjen Brachychthoniidae. Inga underarter finns listade i Catalogue of Life.